# Jet privado

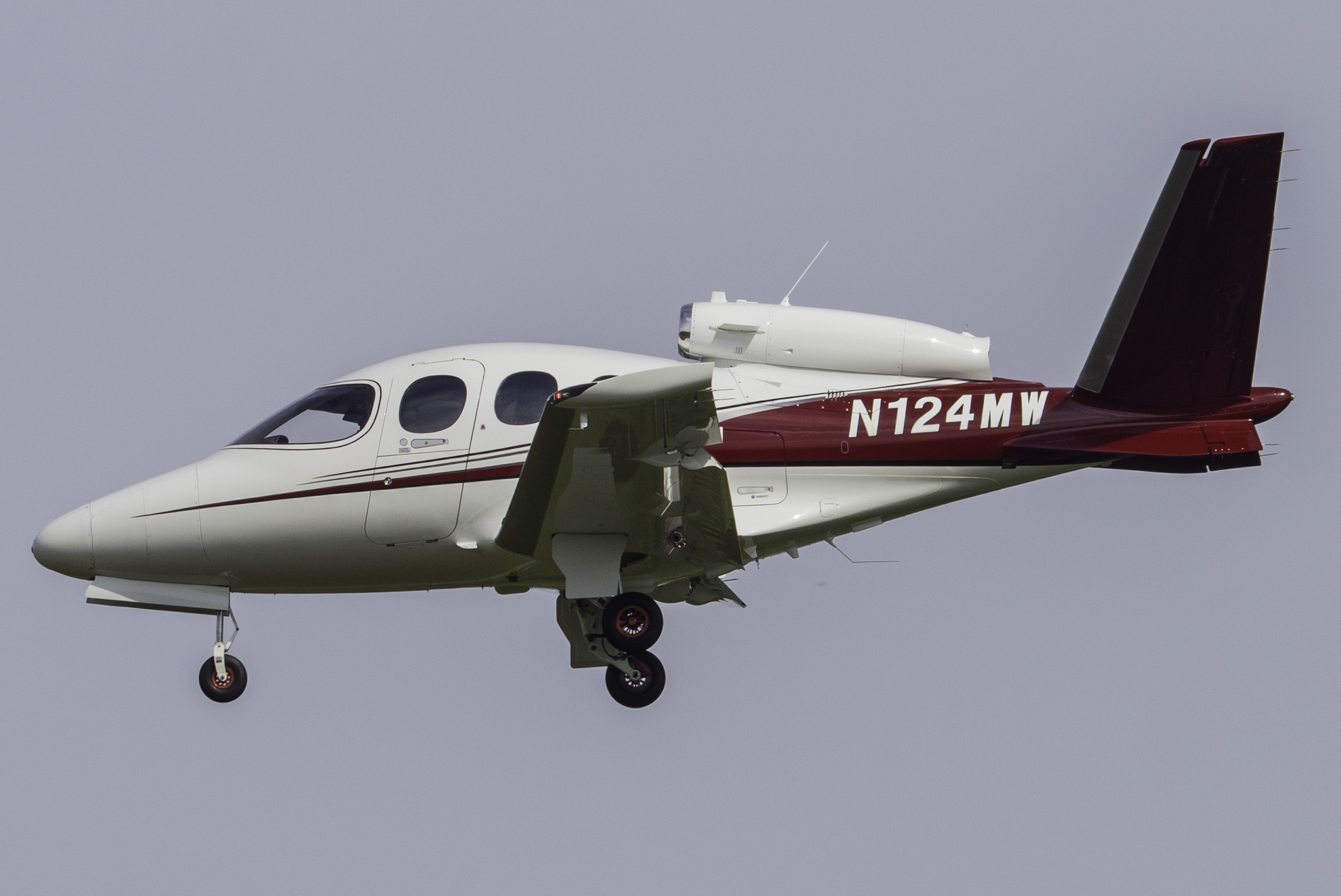
El Cirrus Vision SF50 fue el primer avión civil monomotor certificado y es el VLJ más producido, con 514 entregas desde 2016

Un jet privado (abreviado en VLJ por sus siglas en inglés para very light jet), anteriormente conocido como microjet, es una categoría de pequeños aviones de negocios con capacidad para entre cuatro y ocho personas. Estos se consideran los aviones de negocios más ligeros y están aprobados para se operados por un solo piloto.

## Historia
El primer avión civil pequeño propulsado por un jet, el Morane-Saulnier MS.760 Paris de la década de 1950, se ha sido sugerido retroactivamente como el primer VLJ, ya que tiene capacidad para cuatro personas con un solo piloto y es más pequeño que los VLJ modernos. La producción del MS.760 se diferencia de los aviones de negocios modernos en que tiene una cubierta de la carlinga deslizante para acceder a la cabina en lugar de una puerta; una versión de seis asientos con cabina cerrada y una puerta convencional fue cancelada después de que se construyera un solo prototipo.
Dos aviones Cessna no construidos de las décadas de 1950 y 1960 habrían cumplido la definición de VLJ. El primero fue el 407, una versión civil de cuatro asientos del avión de entrenamiento T-37 propuesto en 1959; sin embargo, el 407 nunca pasó de la fase de maquetación debido a un interés insuficiente por parte del cliente. El segundo fue el Fanjet 500, que tenía un MTOW de 9500 libras (4310 kg) y un solo piloto como se concibió originalmente en 1968; sin embargo, a medida que el avión evolucionó hasta convertirse en el Citation, la Administración Federal de Aviación de EE. UU. exigió un segundo piloto y varios cambios de diseño, lo que resultó en un MTOW de 10 350 libras (4690 kg).
Otros intentos de crear pequeños aviones a reacción de esta clase en las décadas de 1970 y 1980 fueron el Gulfstream Aerospace FanJet 1500 y el CMC Leopard.

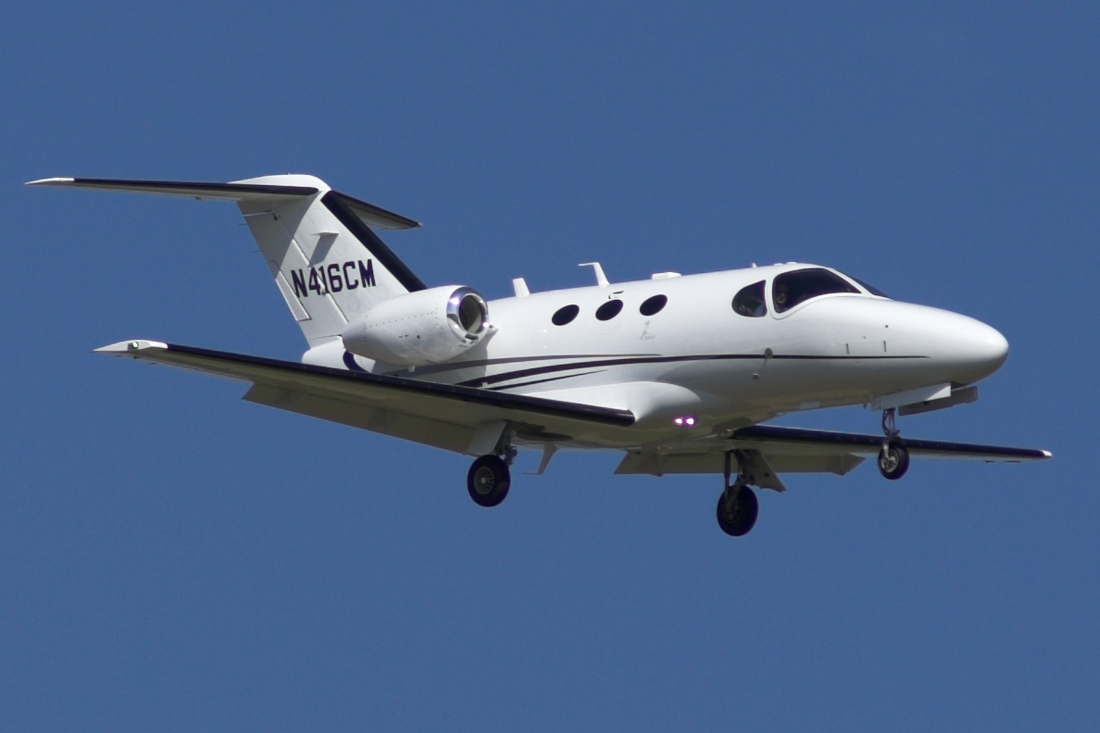
Cessna Citation Mustang fue el primer VLJ, producido entre 2006 y 2017, y es el segundo más producido con 479 unidades entregadas.

Tras de una oleada de interés en los mercados de los taxis aéreos a principios de la década de 2000, el sector del VLJ experimentó una expansión significativa. Se produjeron varios diseños nuevos, como el Embraer Phenom 100, el Cessna Citation Mustang y el Eclipse 500. Sin embargo, tras la recesión de finales de la década del año 2000, el mercado de taxis aéreos tuvo un rendimiento inferior a las expectativas y tanto Eclipse Aviation como la empresa de taxis aéreos DayJet colapsaron. En diciembre de 2010, Paul Bertorelli, de AvWeb, explicó que el término VLJ había perdido popularidad en la industria de la aviación: «Jet privado, o avión privado, es la descripción actual. Ya no se oye mucho el término VLJ (avión muy ligero) y desde dentro creemos que es porque ese término estaba demasiado relacionado con Eclipse, un fracaso del que los clientes quieren, comprensiblemente, distanciarse».
Los diseños monomotor eran populares a mediados de la década del 2000, antes de que la crisis financiera mundial disminuyera el atractivo de la categoría en el mercado. La mayoría de esos proyectos, que incluían Piper Altaire, Diamond D-Jet, Eclipse 400 y VisionAire Vantage, fueron archivados. A partir de 2016, los únicos aviones mantenidos son el Cirrus Vision SF50, que recibió el certificado de tipo ese año y se puso en producción, y el Stratos 714, que en ese momento esperaba la certificación en 2019. Se espera que los VLJ monomotor compitan con los aviones monomotor turbohélice.
Dos VLJ en la historia han ganado el Trofeo Collier, conocido como el premio de ingeniería aeroespacial más prestigioso de los Estados Unidos: el Eclipse 500 (en 2006) y el Cirrus Vision Jet (SF50, en 2018).

## Mercado al que va dirigido
Los VLJ tienen unos precios más bajos que los aviones convencionales y permiten operar desde pistas de tan solo 1 km, ya sea para uso personal o en servicio de taxi aéreo punto a punto. En Estados Unidos, existe un sistema de transporte de aeronaves pequeñas que se dedica a brindar servicio en zonas ignoradas por las aerolíneas.
El proveedor de taxi aéreo DayJet, con sede en Florida, que el 3 de octubre de 2007 inició su servicio con el Eclipse 500, planeaba operar más de 1 000 VLJ en cinco años, y había declarado a mediados de 2007 que planeaba operar con 300 unidades del Eclipse 500, prestando servicio en 40 aeropuertos regionales al sureste de Estados Unidos a finales de 2008. DayJet cesó sus operaciones el 19 de septiembre de 2008.

## Producción

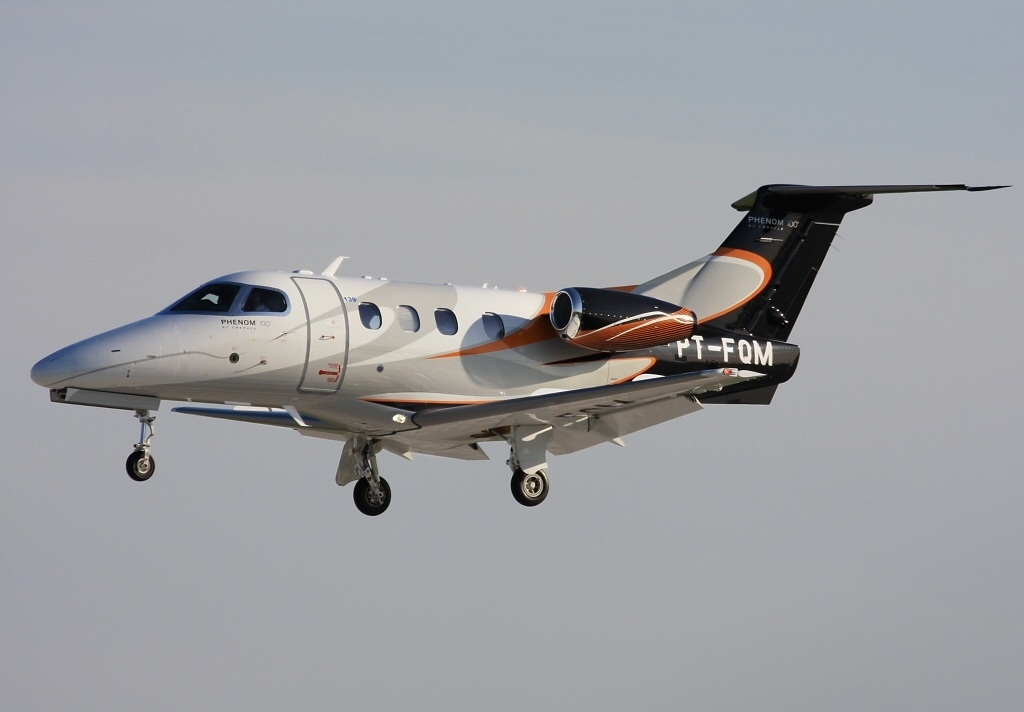
Aún entregado, el Embraer Phenom 100 es el tercer VLJ más producido y comenzó su producción en diciembre de 2008.

Muchos modelos están en desarrollo o a la espera de certificación, mientras que otros han fracasado. Hasta el momento, seis han realizado entregas a clientes:
- 2006 a 2017: Cessna citación Mustang
- 2006 a 2008: Eclipse 500
- 2008 a la actualidad: Embraer Fenómeno 100
- 2013 a la actualidad: Cessna CitationJet/M2
- 2014 a 2017, 2023 a la actualidad: Eclipse 550
- 2015 a la actualidad: Honda HA-420 Honda Jet
- 2016 a la actualidad: Cirrus Visión SF50

El Cessna Citation Mustang fue el primer VLJ de producción, entregado por primera vez en noviembre de 2006, y descontinuado en mayo de 2017, y el Cirrus Vision SF50 es el primer VLJ de producción monomotor, que comienza a entregarse en diciembre de 2016.
Las ventas de aviones ejecutivos sufrieron debido a la recesión de finales de la década de 2000. La Asociación de Fabricantes de Aviación General informó en noviembre de 2010 que las ventas de aviones de negocios en el tercer trimestre disminuyeron un 20,3 % con respecto al mismo período de 2009, siendo los aviones ligeros los que más sufrieron. En 2020, las entregas de aviones de negocios volvieron a ralentizarse debido a la pandemia de COVID-19, con un descenso del 20 % respecto al año anterior. Sin embargo, la industria se recuperó al año siguiente, en 2021, con un aumento del 10 % con respecto a 2020 y una sola entrega más que en 2019. El Cirrus Vision Jet es el VLJ con más entregas (514 en total) desde 2016 hasta 2023 y el más entregado por año desde 2018, y el Eclipse 500 tiene la mayor cantidad de entregas en un solo año, con 161 en 2008.
| Año                     | 2006 | 2007 | 2008 | 2009 | 2010 | 2011 | 2012 | 2013 | 2014 | 2015 | 2016 | 2017 | 2018 | 2019 | 2020 | 2021 | 2022 | 2023 | Total |
| ----------------------- | ---- | ---- | ---- | ---- | ---- | ---- | ---- | ---- | ---- | ---- | ---- | ---- | ---- | ---- | ---- | ---- | ---- | ---- | ----- |
| Cirrus Vision SF50      | -    | -    | -    | -    | -    | -    | -    | -    | -    | -    | 3    | 22   | 63   | 81   | 73   | 86   | 90   | 96   | 514   |
| Cessna Citation Mustang | 1    | 45   | 101  | 125  | 73   | 43   | 38   | 20   | 8    | 8    | 10   | 7    | -    | -    | -    | -    | -    | -    | 479   |
| Embraer Phenom 100      | -    | -    | 2    | 97   | 100  | 41   | 29   | 30   | 19   | 12   | 10   | 18   | 11   | 11   | 6    | 6    | 7    | 11   | 410   |
| Cessna CitationJet/M2   | -    | -    | -    | -    | -    | -    | -    | 12   | 46   | 41   | 38   | 39   | 34   | 34   | 24   | 34   | 33   | 25   | 360   |
| Eclipse 500/550         | 1    | 98   | 161  | -    | -    | -    | -    | -    | 12   | 7    | 8    | 6    | -    | -    | -    | -    | -    | 2    | 295   |
| Honda HA-420 HondaJet   | -    | -    | -    | -    | -    | -    | -    | -    | -    | 2    | 23   | 43   | 37   | 36   | 31   | 37   | 17   | 22   | 248   |
| Total                   | 2    | 143  | 264  | 222  | 173  | 84   | 67   | 62   | 85   | 70   | 92   | 135  | 145  | 162  | 134  | 163  | 147  | 156  | 2306  |

## Motores
| Motor    | Potencia                | Peso                     | Aplicabilidad   |
| -------- | ----------------------- | ------------------------ | --------------- |
| PW610    | 4 226 kN (950 libras)   | 115.7 kilos (255 libras) | Eclipse 500/550 |
| PW615    | 6,49 kN (1 460 libras)  | 140 kilos (310 libras)   | Cita Mustang    |
| FJ33 -5A | 8,21 kN (1 846 libras)  | 144,7 kilos (319 libras) | Cirro SF50      |
| FJ44-1AP | 8,47 kN (1 965 libras)  | 240,5 kilos (530 libras) | Cita M2         |
| PW617    | 8 411 kN (1 891 libras) | 172 kilos (379 libras)   | Fenómeno 100    |
| HF120    | 9,32 kN (2 100 libras)  | 211,3 kilos (466 libras) | HondaJet        |

## Lista
| Aeronave          | Asientos | MTOW      | Altura de cabina | Motores       | Vel. crucero máx. | Alcance máximo | Alcance específico Vel. verdadera | Precio unitario     | Entregados | Primer vuelo             | Estado                                         |
| ----------------- | -------- | --------- | ---------------- | ------------- | ----------------- | -------------- | --------------------------------- | ------------------- | ---------- | ------------------------ | ---------------------------------------------- |
| Cirrus SF50       | 5-7      | 6,000 lb  | 4.1 ft           | 1× FJ33       | 305 kn            | 1,275 nmi      | 0.863 nmi/lb @ 259 kn             | $3.25M              | 514        | 3 de julio de 2008       | entregado desde 2016                           |
| Eclipse 550       | 6        | 6,000 lb  | 4.2 ft           | 2× PW610F     | 375 kn            | 1,125 nmi      | 1.040 nmi/lb @ 334 kn             | $2.9m[needs update] | 35         | marzo de 2013            | entregado entre 2014 y 2017, reanudado en 2023 |
| Honda HA-420      | 6-8      | 10,700 lb | 4.8 ft           | 2× HF120      | 422 kn            | 1,437 nmi      | 0.663 nmi/lb @ 360 kn             | $6.95M              | 248        | 3 de diciembre de 2003   | entregado desde 2015                           |
| Citation M2       | 6-8      | 10,700 lb | 4.8 ft           | 2× FJ44       | 404 kn            | 1,550 nmi      | 0.626 nmi/lb @ 323 kn             | $6.15M              | 360        | 29 de abril de 1991      | entregado desde 1993                           |
| Phenom 100        | 6-8      | 10,703 lb | 4.9 ft           | 2× PW617F     | 406 kn            | 1,178 nmi      | 0.626 nmi/lb @ 340 kn             | $4.995M             | 410        | 26 de julio de 2007      | entregado desde 2008                           |
| Flaris LAR01      | 5        | 3,300 lb  | 4.0 ft           | 1× FJ33       | 380 kn            | 1,730 nmi      |                                   | $2 m                |            | 5 de abril de 2019       | en desarrollo                                  |
| Stratos 714       | 4        | 8,421 lb  | 4.8 ft           | 1× JT15D      | 415 kn            | 1,500 nmi      |                                   | $3–3.5m             |            | 21 de noviembre de 2016  | en desarrollo                                  |
| FLS Microjet      | 1        | 659 lb    |                  | 1× PBS TJ-100 | 278 kn            | 200 nmi        |                                   | $0.1895m            |            | enero de 2011            |                                                |
| SubSonex          | 1        | 1,000 lb  |                  | 1× PBS TJ-100 | 220 kn            | 300+ nmi       |                                   | $0.135m             |            | 10 de agosto de 2011     |                                                |
| Viper Jet         | 2        | 5,100 lb  |                  | 1× J85        | 430 kn            | 800 nmi        |                                   | $0.48-0.65m         |            | octubre de 1999          |                                                |
| Citation Mustang  | 6        | 8,645 lb  | 4.5 ft           | 2× PW615F     | 340 kn            | 1,167 nmi      | 0.641 nmi/lb @ 319 kn             | $3.35m              | 479        | 23 de abril de 2005      | entregas de 2006 a 2017                        |
| Eclipse 500       | 6        | 6,000 lb  | 4.2 ft           | 2× PW610F     | 370 kn            | 1,125 nmi      |                                   | $2.15m              | 260        | 26 de agosto de 2002     | entregas de 2006 a 2008                        |
| Adam A700         | 5-7      | 9,350 lb  |                  | 2× FJ33       | 340 kn            | 1,200 nmi      |                                   | $1.9 m              | 2          | 28 de julio de 2003      | bancarrota en 2008                             |
| Comp Air Jet      | 8        | 8,900 lb  |                  | 1× AI-25      | 320 kn            | 1,250 nmi      |                                   | $1.2 m              |            | 10 de julio de 2004      | última actualización en 2006                   |
| ATG Javelin       | 2        | 6,900 lb  |                  | 2× FJ33       | 530 kn            | 1,200 nmi      |                                   | $2.995m             |            | 30 de septiembre de 2005 | cese en 2008                                   |
| Diamond D-Jet     | 5        | 5,115 lb  |                  | 1× FJ33       | 315 kn            | 1,350 nmi      |                                   | $1.89m              |            | 18 de abril de 2006      | 2013 suspension                                |
| Eclipse 400       | 4        | 4,480 lb  |                  | 1x PW615F     | 345 kn            | 1,250 nmi      |                                   | $1.35m              |            | 2 de julio de 2007       | bancarrota en 2009                             |
| Epic Victory      | 3-5      | 5,500 lb  |                  | 1× FJ33       | 320 kn            | 1,200 nmi      |                                   | $1m                 |            | 6 de julio de 2007       | bancarrota en 2009                             |
| Epic Elite        | 7        | 7,701 lb  |                  | 2× FJ33       | 390 kn            | 1,600 nmi      |                                   | $2.35 m             |            | 7 de junio de 2007       | bancarrota en 2009                             |
| AVCEN Jetpod      | 7-8      | 6,750 lb  |                  |               |                   |                |                                   |                     |            | 16 de agosto de 2009     | accidente en 2009                              |
| PiperJet          | 7        | 7,000 lb  |                  | 1× FJ44       | 360 kn            | 1,300 nmi      |                                   | $2.20m              |            | 30 de julio de 2008      | suspensión en 2011                             |
| S-33 Independence | 9        | 7,500 lb  | 5.0 ft           | 2× FJ33       | 415 kn            | 2,000 nmi      |                                   | $3.945m             |            | 7 de junio de 2006       | accidente en 2006                              |
| Sport Jet II      | 4-5      | 5,250 lb  |                  | 1× JT15D      | 380 kn            | 1,000 nmi      |                                   | $1.20m              |            | 12 de mayo de 2006       | accidente en 2006                              |
| Vantage           | 6        | 8,200 lb  |                  | 1× JT15D      | 350 kn            | 999 nmi        |                                   | $1.65 m             |            | 16 de noviembre de 1996  | bancarrota en 2003                             |
| Honda MH02        | 6        | 7,937 lb  |                  | 2× JT15D      | 353 kn            |                |                                   |                     |            | 5 de marzo de 1993       | registro anulado en 1998                       |
| Williams V-Jet II |          | 3,800 lb  |                  | 2× FJX-2      | 300 kn            |                |                                   |                     |            | 13 de abril de 1997      | donación en 2001                               |
| Aeronave          | Plazas   | MTOW      | Altura de cabina | Motores       | Vel. crucero máx. | Alcance máximo | Alcance específico Vel. verdadera | Precio unitario     | Entregados | Primer vuelo             | Estado                                         |